# Stenocercus carrioni
Stenocercus carrioni là một loài thằn lằn trong họ Tropiduridae. Loài này được Parker mô tả khoa học đầu tiên năm 1934.